# AFC Champions League 2015 - Play-off
La fase play-off della AFC Champions League 2015 è stata giocata dal 4 al 17 febbraio 2015. A questa fase partecipano 25 squadre per 8 posti disponibili per la fase a gironi.

## Formato
La fase play-off si compone di tre turni (primo turno preliminare, secondo turno preliminare, turno play-off) e il sorteggio è stato fatto sulla base del ranking delle associazioni facenti parte l'AFC. Le partite sono su singolo turno con la squadra appartenente alla federazione con ranking più elevato che gioca in casa. Le 8 squadre vincenti la fase play-off accedono alla fase a gironi. Le squadre perdenti accedono direttamente alla fase a gironi della AFC Cup 2015.

## Squadre partecipanti[2]
| Zone             | entrano al turno playoff                                             | entrano al secondo turno preliminare                                       | entrano al primo turno preliminare             |
| ---------------- | -------------------------------------------------------------------- | -------------------------------------------------------------------------- | ---------------------------------------------- |
| Asia Occidentale | - Al-Ahli - Naft Tehran - Bunyodkor - Al-Wahda - Al-Jazira           | - Al-Sadd - Al-Jaish - Al-Qadisiya - Al-Wehdat - Al-Nahda - Al-Riffa       |                                                |
| Asia Orientale   | - FC Seoul - Kashiwa Reysol - Central Coast Mariners - Beijing Guoan | - Guangzhou R&F - Bangkok Glass - Chonburi - Hà Nội T&T - Persib - Kitchee | - Yadanarbon - Johor - Bengaluru FC - Warriors |

## Calendario[3]
| Turno                     | Data             |
| ------------------------- | ---------------- |
| primo turno preliminare   | 4 febbraio 2015  |
| secondo turno preliminare | 10 febbraio 2015 |
| turno play-off            | 17 febbraio 2015 |

## Primo turno preliminare

### Asia orientale
| Squadra 1  | Risultato         | Squadra 2 |
| ---------- | ----------------- | --------- |
| Yadanarbon | 1 - 1 (5 – 6 dtr) | Warriors  |
| Johor      | 2 - 1 (dts)       | Bengaluru |

| Arbitro: | Hettikamkanamge Perera |

|                                                        |                      |                                                |
| Ye Win Aung 102’                                       | Marcatori            | 99’ Andy                                       |
| Djawa Yan Paing Okpechi Thiha Sithu Boakay Si Thu Aung | Tiri di rigore 5 – 6 | Shi Jiayi Beattie Bennett Vidošević Vélez Andy |

| Arbitro: | Yudai Yamamoto |

|                        |           |             |
| Harun 47’ Chanturu 97’ | Marcatori | 90’ Lyngdoh |

## Secondo turno preliminare

### Asia occidentale
| Squadra 1   | Risultato           | Squadra 2 |
| ----------- | ------------------- | --------- |
| Al-Qadisiya | 1 - 0               | Al-Wehdat |
| Al-Jaish    | 2 - 1               | Al-Nahda  |
| Al-Sadd     | 0 - 0 (11 – 10 dtr) | Al-Riffa  |

| Arbitro: | Mohd Amirul Izwan Bin Yaacob |

|                                    |           |             |
| Wagner Ribeiro 78’ Romarinho 90+2’ | Marcatori | 4’ Voullany |

| Arbitro: | Mohanad Qasim Eesee Sarray |

|          |           |  |
| Said 60’ | Marcatori |  |

| Arbitro: | Muhammad Taqi Aljaafari Bin Jahari |

|                                                                                                 |                        |                                                                                     |
| Ibrahim Al Haidos Majid Hassan Belhadj Kasola Nabeel Lee Jung-soo Yahia Khoder Al Sheeb Ibrahim | Tiri di rigore 11 – 10 | Ozéia João Luiz Galeb Deeb Salman Saeed Mubarak Al Amer Shalal Al-Hooti Alawi Ozéia |

### Asia orientale
| Squadra 1     | Risultato | Squadra 2 |
| ------------- | --------- | --------- |
| Hà Nội T&T    | 4 - 0     | Persib    |
| Chonburi      | 4 - 1     | Kitchee   |
| Guangzhou R&F | 3 - 0     | Warriors  |
| Bangkok Glass | 3 - 0     | Johor     |

| Arbitro: | Jarred Gillett |

|                                           |           |  |
| Marronkle 33’ (pen.), 57’ Samson 46’, 71’ | Marcatori |  |

| Arbitro: | Kim Sang-woo |

|                                  |           |            |
| Assumpção 8’, 39’, 55’ Nurul 27’ | Marcatori | 35’ E. Wan |

| Arbitro: | Minoru Tōjō |

|                                                    |           |  |
| Jiang Zhipeng 53’ Jang Hyun-soo 60’ Zhang Shuo 75’ | Marcatori |  |

| Arbitro: | Chris Beath |

|                            |           |  |
| Narong 28’ Kaimbi 52’, 62’ | Marcatori |  |

## Turno playoff

### Asia occidentale
| Squadra 1   | Risultato         | Squadra 2   |
| ----------- | ----------------- | ----------- |
| Al-Ahli     | 2 - 1 (dts)       | Al-Qadisiya |
| Naft Tehran | 1 - 0             | Al-Jaish    |
| Bunyodkor   | 2 - 1             | Al-Jazira   |
| Al-Wahda    | 4 - 4 (4 – 5 dtr) | Al-Sadd     |

| Arbitro: | Nawaf Shukralla |

|                                   |           |               |
| Al Soma 85’ (pen.) Al-Bassas 115’ | Marcatori | 33’ Al-Mutawa |

| Arbitro: | Ravshan Irmatov |

|               |           |  |
| Montahari 50’ | Marcatori |  |

| Arbitro: | Alireza Faghani |

|                          |           |                       |
| Shodiev 23’ Rashidov 52’ | Marcatori | 45+1’ (pen.) Mabkhout |

| Arbitro: | Abdullah Al Hilali |

|                                             |                      |                                                |
| Díaz 8’ Omar 72’ Al-Shehhi 90+2’ Matar 108’ | Marcatori            | 55’ Ahmed 66’, 90+7’, 98’ Ibrahim              |
| Al-Shehhi Al-Noubi Omar Matar Saleh Fadhel  | Tiri di rigore 4 – 5 | Ibrahim Al-Haidos Grafite Majid Belhadj Hassan |

### Asia orientale
| Squadra 1              | Risultato   | Squadra 2     |
| ---------------------- | ----------- | ------------- |
| FC Seoul               | 7 - 0       | Hà Nội T&T    |
| Kashiwa Reysol         | 3 - 2 (dts) | Chonburi      |
| Central Coast Mariners | 1 - 3       | Guangzhou R&F |
| Beijing Guoan          | 3 - 0       | Bangkok Glass |

| Arbitro: | Ryuji Sato |

| |           |  |
| Yun Il-Lok 14’ Éverton Santos 20’ Jung Jo-Gook 30’, 46’ Escudero 40’ Lee Seok-Hyun 70’ Koh Myong-Jin 72’ | Marcatori |  |

| Arbitro: | Peter Green |

|                                      |           |                            |
| Taketomi 8’ Leandro 58’ (pen.), 115’ | Marcatori | 10’ Assumpção 65’ Kroekrit |

| Arbitro: | Kim Dong-jin |

|               |           |                                            |
| Trifiro 90+2’ | Marcatori | 8’ Jiang Ning 57’ Lu Lin 89’ (o.g.)J. Rose |

| Arbitro: | Ko Hyung-jin |

|                                         |           |  |
| Song Boxuan 17’ Batalla 64’ (pen.), 72’ | Marcatori |  |